# Montagut de Sava
Montagut de Sava (francès Montaigut-sur-Save) és un municipi del departament francès de l'Alta Garona, a la regió d'Occitània.